# Санта-Мария-ди-Галегуш
Са́нта-Мари́я-ди-Гале́гуш (порт. Santa Maria de Galegos) — район (фрегезия) в Португалии, входит в округ Брага. Является составной частью муниципалитета  Барселуш. Находится в составе крупной городской агломерации Большое Минью. По старому административному делению входил в провинцию Минью. Входит в экономико-статистический  субрегион Каваду, который входит в Северный регион. Население составляет 3081 человек на 2001 год. Занимает площадь 3,19 км².